# Zichron Josef
Zichron Josef (hebrejsky: זכרון יוסף‎, doslova Josefův památník) je městská čtvrť v centrální části Jeruzaléma v Izraeli.

## Geografie
Je součástí širšího zastavěného distriktu zvaného Lev ha-ir (Střed města), který zaujímá centrální oblast Západního Jeruzaléma. Na severu hraničí s čtvrtí Machane Jehuda. Leží v nadmořské výšce cca 800 metrů cca 2 kilometry západně od Starého Města. Populace čtvrti je židovská.

## Dějiny
Vznikla roku 1927 na pozemcích nedaleko čtvrti Machane Jehuda. Původními obyvateli byli židovští přistěhovalci z Kurdistánu, kteří předtím žili ve Starém Městě v Jeruzalému. Čtvrť byla pojmenována na památku Josefa Levyho, jehož syn prodal pozemky pro zdejší výstavbu s podmínkou, že její jméno připomene jeho otce. Hlavními ulicemi jsou ha-Jarmuch, Arnon a Jarkon. V 80. letech 20. století prošla čtvrť výraznou renovací v rámci programu obnovy města. Na jižní straně k ní v roce 1937 přibyla čtvrť Zichron Ja'akov, rovněž budovaná Židy z Kurdistánu.